# Alan Perlis
Alan J. Perlis (Pittsburgh (Pennsylvania), 1 april 1922 – New Haven (Connecticut), 7 februari 1990) was een Amerikaans informaticus en de eerste winnaar van de Turing Award (in 1966).
In eerste instantie studeerde Perlis scheikunde, een studie waarin hij in 1943 afstudeerde met een Bachelor of Science bij de Carnegie-Mellon Universiteit (destijds nog het Carnegie Institute of Technology geheten). Gedurende de Tweede Wereldoorlog was hij in dienst bij het Amerikaanse leger, waar zijn interesses naar de wiskunde verschoven. Hij begon aan een mastersprogramma wiskunde bij het MIT, waar hij in 1949 zijn masters behaalde. In 1950 promoveerde hij er, op het oplossen van integralen door iteratie in combinatie met analyse.
Na zijn masters ging Perlis werken bij Purdue University, waar hij werkte aan de compiler voor de programmeertaal IT in samenwerking met de faculteit wiskunde van de Carnegie University. Hoewel dit project redelijk succesvol was, was het bepaald niet het enige project. Rond 1957 begon het bij velen te dagen dat er behoefte was aan een soort standaardtaal die iedereen kende en kon gebruiken. Op 10 mei 1957 schreef de ACM een voorstel uit om een groep internationale informatici samen te brengen om deze taal te ontwikkelen. Perlis werd hiervoor afgevaardigd en speelde een belangrijke rol in de ontwikkeling van de inmiddels legendarische Algol 60. Hiervoor werd hij door de ACM in 1966 onderscheiden met de eerste Turing Award, met als opgave van reden:
Voor zijn invloed op het gebied van geavanceerde programmeertechnieken en compilerbouw.
Daarna werd hij de eerste decaan van de faculteit der informatica aan de Carnegie Mellon University en later bij Yale University.
In 1982 schreef hij een artikel in het SIGPLAN-maandblad van de ACM getiteld Epigrammen bij het programmeren. In dit artikel beschreef hij in een groot aantal enkele zinnen hetgeen hij in zijn carrière geleerd had. Deze epigrammen worden veelvuldig aangehaald.